# 李汉军
李漢軍（1965年10月—），浙江省舟山市定海区人，曾任中国人民解放军海军参谋长，海军中将军衔。

## 生平
李汉军1982年考入海军大连舰艇学院，先后任大连舰艇学院副院长、海军指挥学院训练部部长，中国人民解放军海军福建基地司令员，中央軍委改革和編制辦公室副主任，中央軍委訓練管理部副部長，中国人民解放军海军指挥学院院长，解放军海軍參謀長，是第十四屆全國人大代表。
2025年6月27日，李汉军的第十四届全国人大代表职务被罢免。